# 安薩爾足球會
安薩爾足球會（阿拉伯語：نادي الأنصار الرياضي；英語：Al Ansar FC）又稱「貝魯特支持者」、「球迷隊」，是一家位於黎巴嫩貝魯特地區的足球俱樂部，於 1951 年成立，參加黎巴嫩超級足球聯賽。隊名中الأنصار是阿拉伯語，意思是「支持者」。

## 榮譽
- 黎巴嫩超級足球聯賽
  - 冠軍 (14；紀錄): 1987–88, 1989–90, 1990–91, 1991–92, 1992–93, 1993–94, 1994–95, 1995–96, 1996–97, 1997–98, 1998–99, 2005–06, 2006–07, 2020–21
- 黎巴嫩足總盃
  - 冠軍 (15；紀錄): 1987–88, 1989–90, 1990–91, 1991–92, 1993–94, 1994–95, 1995–96, 1998–99, 2001–02, 2005–06, 2006–07, 2009–10, 2011–12, 2016–17, 2020–21
  - 亞軍 (5)：1985–86, 1996–97, 2000–01, 2018–19, 2021–22
- 黎巴嫩精英盃
  - 冠軍 (2): 1997, 2000
  - 亞軍 (8)：1996, 1998, 2005, 2008, 2010, 2016, 2019, 2022
- 黎巴嫩聯合會盃
  - 冠軍 (2；紀錄): 1999, 2000
- 黎巴嫩超級盃
  - 冠軍 (6): 1996, 1997, 1998, 1999, 2012, 2021
  - 亞軍 (4)：2002, 2010, 2017, 2019

## 外部連結
- Al Ansar FC at the AFC
- Al Ansar FC （页面存档备份，存于） at LebanonFG